# Csiejang
Csiejang (egyszerűsített kínai írással: 揭阳市, pinjin: Jiēyáng) prefektúra szintű város Kínában, Kuangtung tartományban. Lakosainak száma 5 577 814 fő (2020).

## Népesség
| 2018 | 6 089 400 |
| 2020 | 5 577 814 |